# زیردریایی یو-۷۶۸
زیردریایی یو-۷۶۸ (به انگلیسی: German submarine U-768) یک زیردریایی بود که طول آن ۶۷٫۱ متر (۲۲۰ فوت ۲ اینچ) بود. این زیردریایی در سال ۱۹۴۳ ساخته شد.